# Mesanerpeton
Mesanerpeton — вимерлий рід тетраподоморфів з місіссіпської (турнейської) зони Шотландії. Він містить один вид, Mesanerpeton woodi, який базується на розчленованому зразку, включаючи ключицю, хребці та кістки передніх кінцівок з формації Баллаган. Хребці погано окостенілі та схожі на Crassigyrinus, але передня кінцівка була міцною. Форма та рівень скручування плечової кістки є проміжними між девонськими тетраподоморфами та пізнішими тетраподоморфами кам'яновугільного періоду. Отже, Мезанерпетон мав більшу довжину кроку та більш ефективне пересування на суші порівняно з його попередниками.